# Верхньо-Куларкинське сільське поселення
Верхньо-Кула́ркинське сільське поселення (рос. Верхне-Куларкинское сельское поселение) — сільське поселення у складі Стрітенського району Забайкальського краю Росії.
Адміністративний центр — село Верхні Куларки.

## Населення
Населення сільського поселення становить 555 осіб (2019; 651 у 2010, 801 у 2002).

## Склад
До складу сільського поселення входять:
| Населений пункт      | Населення, осіб (2002) | Населення, осіб (2010) |
| -------------------- | ---------------------- | ---------------------- |
| Верхні Куларки, село | 413                    | 345                    |
| Горбиця, село        | 83                     | 60                     |
| Лужанки, село        | 44                     | 38                     |
| Нижні Куларки, село  | 212                    | 175                    |
| Усть-Чорна, село     | 49                     | 33                     |